# Шишкар шотландський
Шишкар шотландський (Loxia scotica) — вид горобцеподібних птахів родини в'юркових (Fringillidae). Це ендемік Каледонського лісу в Шотландії, а також єдиний птах-ендемік Великої Британії. Шотландський шишкар був визнаний окремим видом у серпні 2006 року.

## Історія
Британське орнітологічне товариство вперше класифікувало шотландського шишкаря як окремий вид в 1980 році, однак ряд орнітологів і орнітологічних організацій, зокрема Королівське товариство охорони птахів, поставили під сумнів таку класифікацію, і продовжили вважати шотландського шишкаря підвидом ялинового або соснового шишкаря.
Однак пізніше дослідження, проведене Королівським товариством охорони птахів, виявило, що вокалізація шотландського, ялинового і соснового шишкарів відрізняється. У серпні 2006 року шотландський шишкар був визнаний окремим видом.

## Опис
Це невеликий птах з довжиною тіла 15–17 см і вагою близько 50 г. Як і в інших видів шишкарів, його дзьоб хрестоподібний, верхня щелепа перехрещується з нижньою. За кольором він майже не відрізняється від соснового і ялинового шишкаря.

## Екологія
Популяція шотландського шишкаря нараховує менш ніж 2000 птахів. Зазвичай він гніздиться на сосні, однак, він може гніздитися і на непритаманних Шотландії хвойних деревах, таких як модрина (Larix decidua і L. kaempferi) і скручена сосна (Pinus contorta). Самка відкладає від двох до п'яти яєць. Шотландський шишкар є осілим птахом. Поза сезоном розмноження він утворює зграї, що часто складаються з різних видів шишкарів.